# Despero
Despero est un personnage  super-vilain de DC Comics. Créé par Gardner Fox et Mike Sekowsky dans Justice League of America #1  en octobre 1960. 

## Histoire
Au départ Despero est un tyran aux pouvoirs psychiques, qui aime jouer aux échecs. Despero est originaire de la planète Kalanor qui domine ses habitants par un pouvoir psychique. Il tire ce pouvoir de la flamme de Py'tar, mais après que la Ligue de justice d'Amérique ait libéré la planète, Despero jura de les détruire.

## Apparitions dans d'autres médias
- La Ligue des justiciers voix de Keith David (VF : Constantin Pappas)
- Batman : L'Alliance des héros (The Eyes of Despero!) voix de Kevin Michael Richardson (VF : Thierry Murzeau)
- Superman/Batman : Ennemis publics
- Justice League Task Force
- Young Justice saison 2
- Flash : Saison 8